# Arctic World Archive
Het Arctic World Archive (AWA) is een faciliteit voor het bewaren van gegevens, gelegen op het eiland Spitsbergen in de Svalbard-archipel in Noorwegen, niet ver van de Wereldzadenbank van Svalbard. Het bevat gegevens van historisch en cultureel belang uit verschillende landen, evenals alle open-sourcecode van het Amerikaanse multinationale bedrijf GitHub, in een diep begraven stalen kluis, waarvan wordt verwacht dat de gegevensdragers 500 tot 1000 jaar meegaan. Het wordt geëxploiteerd door het particuliere bedrijf Piql en het staatsbedrijf Store Norske Spitsbergen Kulkompani (SNSK).

## Geschiedenis
Piql is een Noors bedrijf voor gegevensopslag dat is gespecialiseerd in de opslag van digitale media voor lange termijn. Piql en SNSK hebben een diep begraven stalen kluis gebouwd in een mijnschacht van een verlaten kolenmijn. Bij het Arctic World Archive, op 27 maart 2017, deponeren de regeringen van Brazilië, Mexico en Noorwegen kopieën van verschillende historische documenten in de kluis.

## Beschrijving
De Svalbard-archipel, ten noorden van het vasteland van Noorwegen, ongeveer 1000 km van de Noordpool, is gedemilitariseerd verklaard door 42 landen, zoals vastgelegd in het Svalbard-verdrag dat werd ondertekend na de Eerste Wereldoorlog. Dit betekent dat het grondgebied niet voor militaire doeleinden kan worden gebruikt, en het bedrijf beschrijft de locatie als "een van de meest geopolitiek veilige plaatsen ter wereld". De archiefvoorziening bevindt zich op Spitsbergen, het grootste eiland van Svalbard.
De faciliteit is een grote stalen kluis die zich ergens tussen 150 m en 300 m onder de grond of permafrost bevindt in een verlaten kolenmijn (Store Norske Gruve 3) die meer dan 300m de berg in gaat. De faciliteit is beveiligd met een betonnen muur en een stalen poort. De deposito's zelf worden opgeslagen in veilige verzendcontainers achter de poort.
Vanwege het Arctisch klimaat van het eiland en de resulterende permafrost zou de temperatuur in de kluis zelfs als de stroom uitviel onder het vriespunt blijven, wat koud genoeg is om de inhoud van de kluis gedurende tientallen jaren of langer te bewaren, met de kluis 250 m onder de permafrost. De kluis bevindt zich diep genoeg om zelfs schade te vermijden door nucleaire en EMP-wapens.

## Opslag en toekomstig gebruik
Gegevens worden opgeslagen op filmrollen die zijn gemaakt met behulp van een verfijnde versie van gewone donkere kamer fotografietechnologie. De film bestaat uit polyester gecoat met zilverhalogenide kristallen en gepoedercoat met ijzeroxide, en heeft een levensduur van minstens 500 en mogelijk tot 2.000 jaar, indien bewaard onder optimale omstandigheden.
Het niveau van de beveiliging van de gegevens vertegenwoordigt de "koude laag" van archivering. De "hete" (toegankelijke online archieven) en "warme" (bijvoorbeeld Internet Archive) lagen hebben beide de zwakte dat ze zijn gebaseerd op elektronica - beide zouden worden gewist bij een herhaling van de 19e-eeuwse geomagnetische storm die bekend staat als de Carrington-gebeurtenis. Het is een onvolledige maar veiligere snapshot van gegevens, waarbij het de bedoeling is dat archivering elke vijf jaar plaatsvindt.
Om te realiseren dat mensen in de zeer verre toekomst mogelijk niet begrijpen wat ze in de kluis zien, is een soort "Steen van Rosetta" bedacht om te helpen bij het decoderen van de gegevens, in de vorm van een gids voor het interpreteren van het archief. De gidsen zijn allemaal leesbaar met het oog, na vergroting, en geschreven in het Engels, Arabisch, Spaans, Chinees en Hindi.